# International Encyclopedia of Systems and Cybernetics
De International Encyclopedia of Systems and Cybernetics is een gezaghebbende encyclopedie voor de systeemtheorie, cybernetica en de wetenschap van complexe systemen, die zowel theorieën als toepassingen bestrijkt in gebieden als techniek, biologie, geneeskunde en sociale wetenschappen. Dit boek werd voor het eerst gepubliceerd in 1997 en was erop gericht om een overzicht te geven over meer dan 40 jaar aan ontwikkelingen op het gebied van systemen en cybernetica.
Dit boek biedt een verzameling van meer dan 3000 trefwoorden en artikelen over systemen en cybernetica. Veel items bevatten citaten van auteurs uit dit onderwerpengebied.
Het boek wordt uitgegeven door de Belgische systemenwetenschapper en diplomaat Charles François met een academische raad met inbegrip van leden, zoals John N. Warfield, Robert Trappl, Ranulph Glanville, Heiner Benking, Anthony Judge, Markus Schwaninger, Gerhard Chroust, GA Swanson en Stuart Umpleby.
De eerste editie verscheen in 1997 met een volume met 450 pagina's door de uitgever KG Saur in München. De tweede editie werd gepubliceerd in 2004 in twee delen met 741 pagina's door dezelfde uitgever. Deze update bestaat uit 1700 artikelen, een aantal van hen met cijfers, tabellen en grafieken, en 1500 literatuurverwijzingen.